# Płoska (Góry Bialskie)
Płoska (niem. Platzen Berg) – szczyt o wysokości 1035 m n.p.m., w południowo-zachodniej Polsce, w Górach Bialskich, w Sudetach Wschodnich.

## Położenie
Wzniesienie leży w północnej części Gór Bialskich w Sudetach Wschodnich, około 1,6 km, na północny zachód od południowej granicy małej wioski Bielice i 3,1  km na północ od szczytu Rudawiec.

## Fizjografia
Wzniesienie o zróżnicowanych zboczach i niewielkim szczycie, charakteryzujące się wyraźnie podkreślonymi zboczami, ponacinanymi licznymi dolinami górskich potoków, nieregularną rzeźbą i urozmaiconym ukształtowaniem. Leży w całości na obszarze Śnieżnickiego Parku Krajobrazowego. Wyrasta w grzbiecie odchodzącym od Czernicy w kierunku wschodnim i ma postać wydłużonej kopuły na kierunku (W-E), o spłaszczonej powierzchni szczytowej i dość stromo opadających zboczach: wschodnim, południowym i północnym. Zachodnie zbocze wąskim, prawie płaskim pasem grzbietowym minimalnie opada w stronę niewielkiego siodła, przechodząc w zbocze wyższego o 48 m wzniesienia Czernica. Położenie wzniesienia, kształt i wyraźnie podkreślona część szczytowa czynią wzniesienie rozpoznawalnym w terenie.

## Budowa
Wzniesienie w całości zbudowane ze skał metamorficznych łupków łyszczykowych i gnejsów gierałtowskich. Jego szczyt i zbocza pokrywa niewielkiej grubości warstwa młodszych osadów glin, żwirów, piasków i lessów z okresu zlodowaceń plejstoceńskich i osadów powstałych w chłodnym, peryglacjalnym klimacie.

## Roślinność
Wzniesienie w całości porośnięte monokulturowym lasem świerkowym regla dolnego. Pod koniec XX wieku dotknęły je zniszczenia wywołane katastrofą ekologiczną w Sudetach; obecnie w miejscach częściowo zniszczonego drzewostanu porasta świerkowy młodnik.

## Ciekawostki
- Na wschodnim zboczu Płoski znajduje się rozległe blokowisko skalne, w większości porośnięte lasem.
- Na tymże wschodnim zboczu znajduje się Kresowe źródło, z którego bierze początek Kresowy Potok, dopływ Białej Lądeckiej[1].

## Turystyka
Przez szczyt Płoski prowadzi  szlak turystyczny z Bielic do Stronia Śląskiego przez Przełęcz Dział.

Wzniesienie zaliczane jest do "Tysięczników Ziemi Kłodzkiej"